# Phasis (bướm)
Phasis là một chi bướm ngày thuộc họ Lycaenidae.

## Các loài
- Phasis braueri Dickson, 1968
- Phasis clavum Murray, 1935
- Phasis pringlei Dickson, 1977
- Phasis thero (Linnaeus, 1764)